# Washington Parish
 Washington Parish  är en parish (motsvarande county utanför Louisiana) i östra Louisiana. Parishen har fått sitt namn efter George Washington, USA:s förste president. Centralorten Franklinton ligger cirka 100 km nordost om delstatens huvudstad Baton Rouge och cirka 17 km söder om gränsen till delstaten Mississippi.

## Geografi
Enligt United States Census Bureau har countyt en total area på 1 751 km². 1 734 av den arean är land och 17 km² är vatten.  

### Angränsande countyn
- Pike County, Mississippi - nordväst
- Walthall County, Mississippi - norr
- Marion County, Mississippi - nordost
- Pearl River County, Mississippi - öst
- St Tammany Parish - söder
- Tangipahoa Parish - väst

### Större städer och samhällen
- Bogalusa, med cirka 13 400 invånare
- Franklinton (huvudort)